# Fatigue Mountain
Fatigue Mountain är ett berg i Kanada.   Det ligger i provinsen Alberta, i den centrala delen av landet, 3 000 km väster om huvudstaden Ottawa. Toppen på Fatigue Mountain är 2 950 meter över havet, eller 582 meter över den omgivande terrängen. Bredden vid basen är 5,6 km.
Terrängen runt Fatigue Mountain är varierad.Trakten runt Fatigue Mountain är nära nog obefolkad, med mindre än två invånare per kvadratkilometer.. Närmaste större samhälle är Banff, 18,4 km nordost om Fatigue Mountain.
Trakten runt Fatigue Mountain består i huvudsak av gräsmarker.